# Calvin Bassey
Calvin Bassey (* 31. prosince 1999 Aosta) je profesionální fotbalista, který hraje na pozici levého nebo středního obránce za anglický klub Fulham FC a za nigerijský národní tým.

## Klubová kariéra
Bassey je produktem akademie Leicesteru City, ale v A-týmu neodehrál ani minutu. V červenci 2020 se připojil k Rangers jako volný hráč. Za Rangers nastoupil během dvou sezon k 65 utkáním a vyhrál skotskou Premiership a Skotský pohár. Bassey byl klíčovou postavou Rangers při jejich postupu do finále Evropské ligy, které však prohráli na penalty s Eintrachtem Frankfurt.
V červenci 2022 přestoupil do nizozemského Ajaxu, přičemž se stal historicky nejdražším odchodem Rangers.
V červenci následujícího roku se upsal anglickému Fulhamu.

## Reprezentační kariéra
Bassey se narodil v Itálii a na mezinárodní úrovni mohl hrát za Itálii, Nigérii nebo Anglii.
V roce 2021 se Bassey rozhodl reprezentovat Nigérii, když přijal nominaci na kvalifikaci na mistrovství světa ve fotbale 2022. V reprezentačním dresu debutoval 25. března 2022 v utkání s Ghanou (remíza 0:0).

## Ocenění

### Klubová

#### Rangers
- Scottish Premiership: 2020/21[11]
- Scottish Cup: 2021/22[12]
- Evropská liga UEFA: 2021/22 (druhé místo)[13]

#### Individuální
- Jedenáctka sezóny Evropské liga UEFA: 2021/22[14]